# Eucalyptus racemosa
Eucalyptus racemosa ist eine Pflanzenart innerhalb der Familie der Myrtengewächse (Myrtaceae). Sie kommt im mittleren und nördlichen Teil der Küste von New South Wales sowie im südlichen Teil der Ostküste von Queensland vor und wird dort „Snappy Gum“, „Scribbly Gum“, „Narrow-leaved Scribbly Gum“ oder „White Gum“ genannt.

## Beschreibung

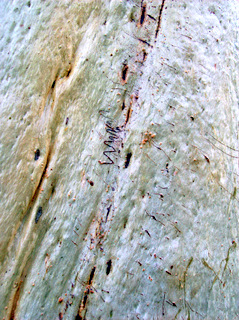
Borke

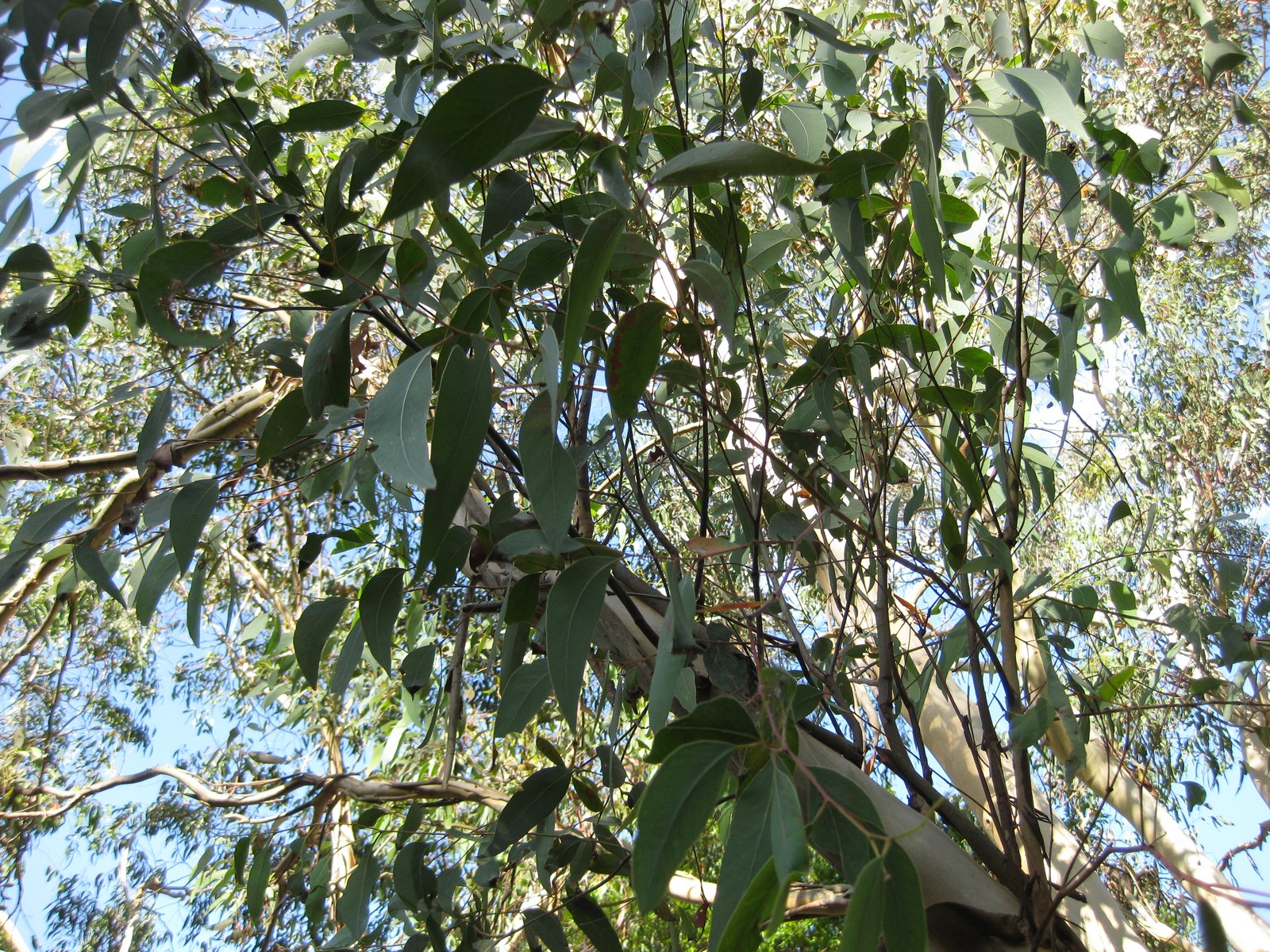
Laubblätter

### Erscheinungsbild und Blatt
Eucalyptus racemosa wächst als Baum, der Wuchshöhen von bis über 20 Metern, selten bis über 30 Metern erreicht. Die Borke ist glatt mit Kritzeln, weiß, grau oder gelb und schält sich in kurzen Bändern. Die Rinde der kleinen Zweige ist grün. Weder im Mark der jungen Zweige noch in der Borke gibt es Öldrüsen. Der Stammdurchmesser erreicht bis über 1,2 Meter, selten bis zu 2 Meter.
Bei Eucalyptus racemosa liegt Heterophyllie vor. Die Laubblätter an Sämlingen sind bei den ersten zwei bis fünf Paaren sitzend und dann – ebenso wie bei jungen, mittelalten und erwachsenen Exemplaren in Blattstiel und Blattspreite gegliedert. Die auf Ober- und Unterseite leicht unterschiedlich grau-grüne Blattspreite an Sämlingen ist bei einer Länge von 7 bis 13,5 cm und einer Breite von 1,6 bis 4,5 cm elliptisch bis breit-lanzettlich. An jungen Exemplaren ist die bei Eucalyptus racemosa subsp. rossii auf Ober- und Unterseite gleichfarbig matt grau-grüne Blattspreite bei einer Länge von 10 bis 14 cm und einer Breite von 2,5 bis 4,5 cm breit-lanzettlich bis lanzettlich. An mittelalten Exemplaren ist die Blattspreite bei einer Länge von 9 bis 16 cm und einer Breite von 2 bis 2,8 cm breit-lanzettlich bis lanzettlich, gerade, ganzrandig und matt grau-grün. Die Blattstiele an erwachsenen Exemplaren sind 10 bis 15 mm lang. Die auf Ober- und Unterseite gleichfarbig glänzend grünen Blattspreiten an erwachsenen Exemplaren sind bei einer Länge von 7 bis 15 cm und einer Breite von 0,8 bis 1,5 cm elliptisch, lanzettlich bis schmal-lanzettlich, relativ dick, sichelförmig gebogen, verjüngen sich zur Spreitenbasis hin und besitzen ein spitzes oberes Ende. Die kaum sichtbaren Seitennerven gehen in großen Abständen in einem spitzen oder sehr spitzen Winkel vom Mittelnerv ab. Die Keimblätter (Kotyledone) sind nierenförmig.

### Blütenstand und Blüte
Seitenständig an einem bei einer Länge von 7 bis 12 mm und einer Breite von bis zu 3 mm im Querschnitt schmal abgeflachten oder kantigen Blütenstandsschaft stehen in einem einfachen Blütenstand 9 bis 15 Blüten zusammen. Die stielrunden Blütenstiele sind 4 bis 6 mm lang. Die nicht blaugrün bemehlten oder bereiften Blütenknospen sind bei einer Länge von 3 bis 6 mm und einem Durchmesser von 2 bis 5 mm keulenförmig. Die Kelchblätter bilden eine Calyptra, die bis zur Blüte (Anthese) vorhanden bleibt. Die glatte Calyptra ist halbkugelig, kürzer als so lang wie der glatte Blütenbecher (Hypanthium) und schmäler als oder so breit wie dieser. Die Blüten sind weiß oder cremeweiß. Die äußeren Staubblätter sind unfruchtbar (infertil). Die Blütezeit von Eucalyptus racemosa subsp. rossii reicht von Dezember bis Februar.

### Frucht und Samen
Die gestielte Frucht ist bei einer Länge von 4 bis 5 mm und einem Durchmesser von 5 bis 7 mm birnen- oder eiförmig und vierfächrig. Der Diskus ist flach oder leicht angehoben, die Fruchtfächer sind eingeschlossen oder auf der Höhe des Randes.
Bei Eucalyptus racemosa subsp. rossii ist der braune oder rotbraune Samen ist pyramidenförmig oder nahezu pyramidenförmig und das Hilum endständig.

## Vorkommen
Das natürliche Verbreitungsgebiet von Eucalyptus racemosa ist der mittlere und nördliche Küstenabschnitt von New South Wales sowie der angrenzende südliche Küstenabschnitt von Queensland.
Eucalyptus racemosa kommt örtlich häufig in lichten Hartlaubwäldern auf flachen, wenig fruchtbaren, sandigen Böden über Sandstein vor.

## Systematik
Die Erstveröffentlichung von Eucalyptus racemosa erfolgte 1797 durch Antonio José Cavanilles in Icones et Descriptiones Plantarum, Volume 4 (1), S. 24. Das Artepitheton racemosa bedeutet traubig. Das Epitheton rossii für die Unterart Eucalyptus racemosa subsp. rossii ehrt den Lehrer W. J. C. Ross (1850–1914).
Von Eucalyptus racemosa Cav. gibt es zwei Unterarten:
- Eucalyptus racemosa Cav. subsp. racemosa, Syn.: Eucalyptus micrantha A.Cunn. ex DC., Eucalyptus signata F.Muell., Eucalyptus haemastoma var. micrantha (A.Cunn. ex DC.) Benth., Eucalyptus haemastoma var. capitata Maiden, Eucalyptus haemastoma var. sclerophylla Blakely, Eucalyptus micrantha var. signata (F.Muell.) Blakely, Eucalyptus racemosa var. signata (F.Muell.) R.D.Johnst. & Marryatt, Eucalyptus sclerophylla (Blakely) L.A.S.Johnson & Blaxell, Eucalyptus racemosa Cav. var. racemosa und Eucalyptus racemosus Cav. orth. var.
- Eucalyptus racemosa subsp. rossii (R.T.Baker & H.G.Sm.) B.E.Pfeil & Henwood, Syn.: Eucalyptus rossii R.T.Baker & H.G.Sm.

## Nutzung
Das Holz von Eucalyptus racemosa subsp. rossii ist recht spröde und wird in begrenztem Umfang, beispielsweise zum Bau provisorischer Zäune, eingesetzt. Als Brennholz ist es nicht sonderlich geeignet.